# 브레이브 불스
브레이브 불스(The Brave Bulls)는 미국에서 제작된 로버트 로센 감독의 1951년 드라마 영화이다. 멜 페러 등이 주연으로 출연하였고 로버트 로센 등이 제작에 참여하였다.

## 출연

### 주연
- 멜 페러
- 미로슬라바 스턴

### 조연
- 앤서니 퀸
- 유진 이글레시아스
- 조시 토베이
- 샬리타

## 제작진
- 의상: 진 루이스